# Anisopleura trulla
Anisopleura trulla е вид водно конче от семейство Euphaeidae.

## Разпространение
Видът е разпространен в Тайланд.